# Токин (сёги)
Токин (яп. と金 «тоже как золото»), сокращённо то (яп. と) — фигура в сёги, перевёрнутая пешка.

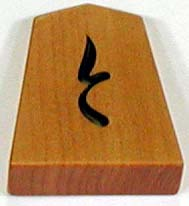
Токин

Надпись на фигуре — это буква то японской слоговой азбуки хираганы. В традиционных игровых наборах сёги из всех фигур лишь токина обозначают сокращённо, одним символом. В письменном виде обычно употребляется только его краткое название, а в устном — лишь полное.
Обозначение в европейской нотации: +P (изредка, T). 
На диаграммах токин изредка обозначается символом 个.

## Создание токина
В начальной расстановке в сёги токинов нет. Токином может стать пешка, делающая ход на 7-ю, 8-ю или 9-ю (от ходящего) горизонталь. В последнем случае превращение пешки в токина обязательно, а непревращение является запрещённым ходом, кинтэ.
Эффективнее всего создать токина можно за 2 темпа: сбросом пешки на 6-ю, считая от сбрасывающего, горизонталь (такая пешка называется «висячей») и последующим её переворотом на 7-ю.
Когда нет доступа к королю противника, создание токинов как можно ближе к нему (с последующими разменами их на фигуры) — один из мощнейших методов создания базы атаки и приближения.

## Правила ходов
Ходит токин точно так же, как и золото, что и отражено в его названии:
|  | ○  |  |
|  | 歩 |  |
|  |    |  |

| ○ | ○  | ○ |
| ○ | と | ○ |
|   | ○  |   |

## Ценность
Ценность токина (если считать ценность пешки за 1), согласно мнению различных сёгистов, равна:
- 6 (Митио Ариёси, 9 профессиональный дан)[1]
- 10 (Ларри Кауфман, 5 дан ФЕСА)[2]
- 12 (Кодзи Танигава, 17-й пожизненный мэйдзин[3])

Хотя токин и ходит как золото, его ценность существенно превышает ценность золота, потому что при потере токина в руке у противника оказывается обычная пешка.
Ценность токина в углу невелика; чем ближе к центру, тем токин сильнее. Часто наибольшую ценность имеет токин, находящийся на «макушке» короля противника (то есть, спереди от него через одно поле). Токин весьма силён в блокировании короля противника и взятии его в клещи (яп. 鋏 хасами, «ножницы», «клещи»).
Тэруити Аоно 9 дан в своей книге для начинающих «Лучшие ходы для лучших сёги» наградил его эпитетом «злобный», объясняя его на конкретном примере так: 
«В этом мощь ходов токином, который как бы говорит: „Я съем тебя даром, и ничто не сможет остановить меня“, так что белому серебру остаётся лишь убегать, что прекрасно показывает, почему токину так подходит его эпитет „злобный“.»

## Пословицы про токина
- С токином на 5c не проиграешь.
- Токин быстрее, чем кажется.[5]